# South of the Border (Ed Sheeran)
" South of the Border " is een nummer van de Engelse singer-songwriter Ed Sheeran met de Cubaans-Amerikaanse zangeres Camila Cabello en de Amerikaanse rapper Cardi B. Het nummer werd uitgebracht als de zevende single van het vierde studioalbum van Sheeran, No.6 Collaborations Project (2019). Het nummer is geschreven door Sheeran, Cabello, Cardi B, Steve Mac, Fred Gibson en Jordan Thorpe, en geproduceerd door Sheeran, Steve Mac en Fred.

## Achtergrond
De manager van Sheeran antwoordde op de tweet van een fan dat dit zijn volgende single zou zijn. Een paar dagen later plaatste Sheeran een foto van de tweet op zijn Instagram- verhaal.

## Videoclip
Op 12 juli werd de songtekstvideo voor "South of the Border" uitgebracht op het YouTube- kanaal van Sheeran, daarna werd een muziekvideo voor het nummer uitgebracht op 4 oktober, ook op het YouTube-kanaal van Ed Sheeran.